# Cosi Fan Tutti Frutti
Cosi Fan Tutti Frutti är ett musikalbum av Squeeze som gavs ut på skivbolaget A&M Records 1985. Det var deras sjätte studioalbum och innebar att gruppen återkom efter ett uppehåll på 3 år då det senaste albumet Sweets from a Stranger gavs ut. Fyra singlar kom ut från albumet, varav den första "Last Time Forever" gick bäst, men gruppen fick ingen stor hit med albumet. Under gruppens uppehåll hade frontfigurerna Chris Difford och Glenn Tilbrook gett ut albumet Difford & Tilbrook där basisten Keith Wilkinson medverkat. Wilkinson kom nu att bli ny basist i Squeeze.

## Låtlista
(alla låtar utom #7 komponerade av Chris Difford och Glenn Tilbrook)
1. "Big Beng"
2. "By Your Side"
3. "King George Street"
4. "I Learnt How to Pray"
5. "Last Time Forever"
6. "No Place Like Home"
7. "Heartbreaking World" (Difford, Jools Holland)
8. "Hits of the Year"
9. "Break My Heart"
10. "I Won't Ever Go Drinking Again (?)"

## Listplaceringar
- Billboard 200, USA: #57[1]
- UK Albums Chart, Storbritannien: #31[2]